# Абластика
Абластика (з лат. ablastica — а-+ blastikos пускає паростки, що проростає) — принцип в хірургії, що полягає в запобігання рецидива і метастазування злоякісної пухлини шляхом видалення пухлинного вогнища разом з лімфатичними судинами і регіонарними лімфатичними вузлами єдиним блоком в межах здорових тканин, не торкаючись ураженої тканину.